# Crvenovrati kolibrić
Crvenovrati kolibrić (Selasphorus rufus), malen kolibrić s dužinom tijela od oko 8 cm te dugim, ravnim i veoma tankim kljunom. Ptice ove vrste poznate su po svojim nevjerojatnim vještinama letenja. Poznato je da neki mogu letjeti više od 3.000 kilometara tijekom svojih seobenih prijelaza.

## Opis
Odrasli mužjak (prikazan na fotografiji) ima bijela prsa, riđe lice, stražnje dijelove tijela, bokove i rep te iridescentnu narančasto-crvenu grlenu mrlju (gorget). Neki mužjaci imaju nešto zelenila na leđima i/ili tjemenu. Ženka ima zelene stražnje dijelove tijela s nešto bijele boje, nešto iridescentna narančasta perja posred grla i taman rep s bijelim završecima i riđom osnovom. Ženka je malo veća od mužjaka. Ženke i rijetke zelenoleđne mužjake krajnje je teško razlikovati od Allenova kolibrića. To je kolibrić tipične veličine i veoma malena ptica. Teži 2 do 5 g, dug je 7 do 9 cm, a raspon krila doseže 11 cm.
Hrane se nektarom iz cvjetova s pomoću duga isteziva jezika ili love kukce na krilu. Ove ptice zahtijevaju učestalo hranjenje za vrijeme aktivnosti tijekom dana dok noću postaju tromi radi čuvanja energije.
Zbog svoje sitne veličine ranjivi su na napade insektivornih ptica i životinja.

## Vanjske poveznice
- prikaz vrste crvenovratog kolibrića - Cornellov ornitološki laboratorij
- crvenovrati kolibrić Selasphorus rufous  Arhivirana inačica izvorne stranice od 16. listopada 2007. (Wayback Machine) - USGS Patuxent Bird Identification InfoCenter
- fotografije ove i ostalih vrsta kolibrića - Društvo za kolibriće
- Quirks and Quarks show on rufous hummingbird time management abilities (datoteka mp3)
- poštanske marke (s RangeMapom)
- filmovi s crvenovratim kolibrićem na Internetskoj zbirci ptica